# Prepona xenagoras
Prepona xenagoras is een vlinder uit de familie van de Nymphalidae. De wetenschappelijke naam van de soort is voor het eerst geldig gepubliceerd in 1875 door William Chapman Hewitson.